# Céraiste commun
Cerastium fontanum
Espèce
Classification phylogénétique
Le céraiste commun (Cerastium fontanum), également appelé céraiste vulgaire ou céraiste des fontaines est une plante herbacée vivace, dicotylédone, appartenant au genre Cerastium et à la famille des Caryophyllacées.

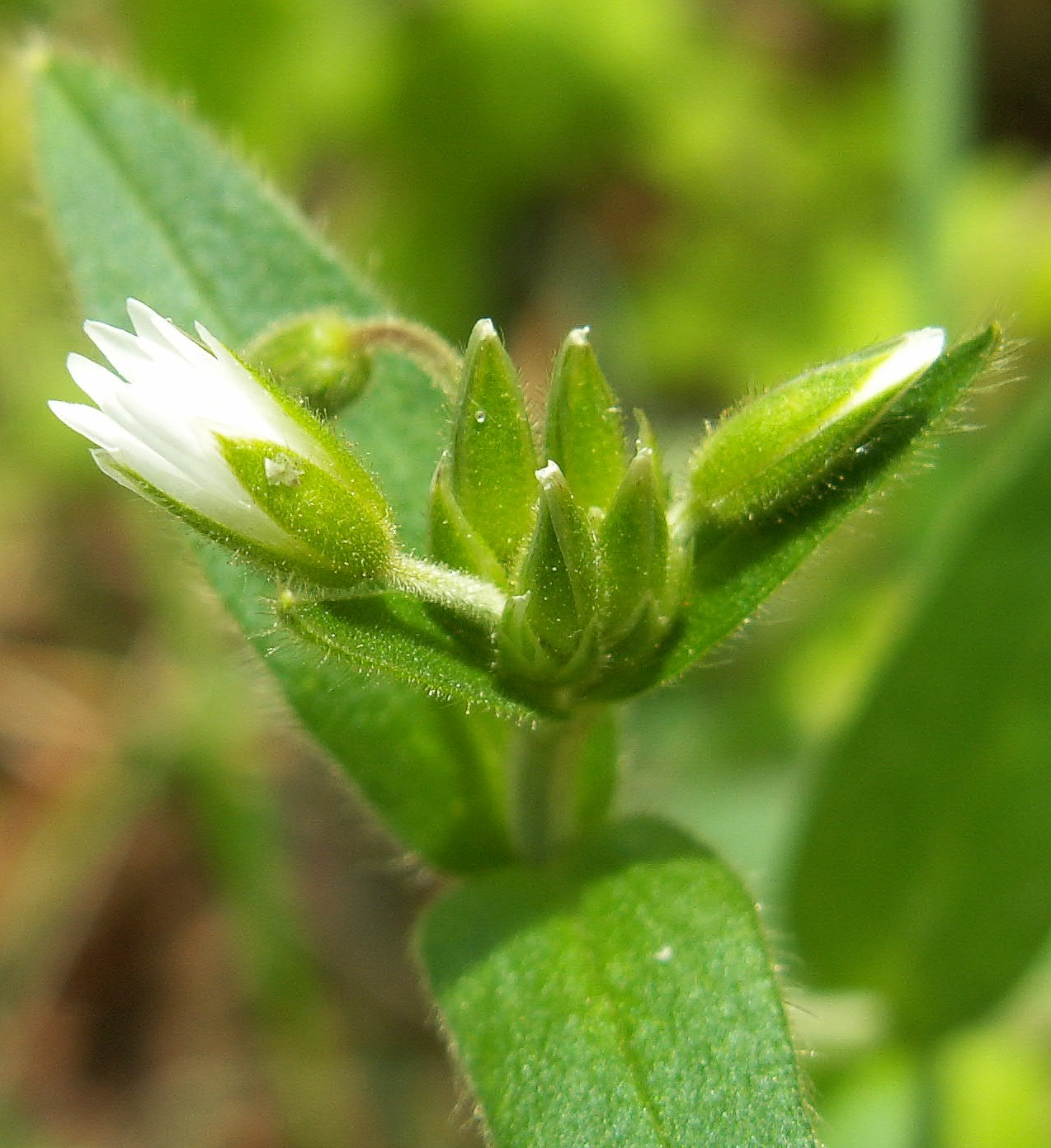
Détail de la fleur

## Description
Le céraiste commun atteint 20 à 50 cm selon le sol, l'ensoleillement et l'altitude, et il produit des feuilles opposées, elliptiques à ovales, et des fleurs blanches comptant cinq pétales (plus longs que les sépales) à deux lobes, en panicules dichotomes. Les bractées sont membraneuses sur leurs bords. La plante est pubescente. Elle produit des rejets stériles.

### Caractéristiques
Organes reproducteurs
- Période de floraison : avril-novembre
- Inflorescence : cyme bipare
- Sexualité : hermaphrodite
- Ordre de maturation : protandre
- Pollinisation : entomogame, autogame

Graine
- Fruit et graines : La capsule contient des graines très petites (0,5-0,6 × 0,8 mm), de couleur brune à rousse, réniformes et à bords carénés, ornées de tubercules émoussés.
- Dissémination : anémochore

Habitat et répartition
- Habitat type : prairies européennes
- Aire de répartition : cosmopolite

Données d'après : Julve, Ph., 1998 ff. - Baseflor. Index botanique, écologique et chorologique de la flore de France. Version : 23 avril 2004.